# Jamshlu
Jamshlu (en arménien Ջամշլու) est une communauté rurale du marz d'Aragatsotn, en Arménie. Elle compte 310 habitants en 2009.